# Kernlokaliseringssignaal
Een kernlokaliseringssignaal of kernlokaliseringsequentie (nuclear localization signal, NLS) is een aminozuursequentie dat een proteïne voor import in de celkern door kerntransport merkt. Het signaal bestaat uit een of meer sequenties van positief geladen lysines of arginines aan het proteïneoppervlak. Er worden twee verschillende typen NLS onderscheiden, het klassieke NLS en het atypische NLS. Verschillende kernlokaliseringseiwitten gebruiken dezelfde NLS. Een NLS heeft de tegenovergestelde functie van een kernexportsignaal, dat als doel heeft de proteïnen buiten de kern te brengen.
Eukaryotische cellen hebben een celkern, waarbij het kernmembraan het binnenste van de kern (het kernplasma) van het cytoplasma scheidt. Daar alle proteïnen in het cytoplasma aangemaakt worden, moeten proteïnen, die in de celkern nodig zijn, hiernaartoe gebracht worden. Dit gebeurt door poriën in het kernmembraan, de zogenaamde kernporiën. Kleine proteïnen tot ongeveer 40 kDa kunnen door de poriën passief diffunderen, maar grotere proteïnen moeten actief door de poriën getransporteerd worden. Dit gebeurt met helperproteïnen, de importinen. Importinen herkennen kernlokaliseringssignalen, binden de overeenstemmende proteïnen en transporteren ze door de poriën de celkern in. De benodigde energie wordt verkregen door hydrolyse van GTP.

## Klassiek kernlokaliseringssignalen
Het klassieke kernlokaliseringssignaal (PKKKRKV) werd voor het eerst beschreven bij het SV40 large T-antigen-proteïne van het simianvirus 40. Klassiek NLS wordt verder onderverdeeld in enkelvoudig en tweevoudig NLS. Bij het tweevoudige NLS (bijvoorbeeld bij het nucleoplasmine) bestaat de sequentie KR[PAATKKAGQA]KKKK uit twee door ongeveer 10 aminozuren gescheiden bereiken basische aminozuren, waarbij ook neutrale en zure aminozuren de opname kunnen verbeteren. Beide soorten klassieke NLS worden door binding aan importine-α en de aansluitende binding met importine-β aan het kernporiëncomplex gebonden.

## Atypische kernlokaliseringssignalen
Er zijn veel andere typen kernlokaliseringssignalen dan de klassieke, zoals het zure M9-eiwitdomein van hnRNP-A1, de sequentie KIPIK in de gist transcriptierepressor Matα2 en de complexe signalen van U-snRNPs. De meeste van deze kernlokaliseringssignalen worden direct herkend door specifieke receptoren van de importine-β-familie zonder de hulp van een op een importine-α lijkend proteïne.
Een specifiek signaal voor de massale productie en transport van ribosomale proteïnen, schijnt afkomstig te zijn van gespecialiseerde op importine-β lijkende kernimport-receptoren.
Door Lee et al. is de klasse PIJ-kernlokaliseringssignalen voorgesteld. Dit PY-kernlokaliseringssignaal eiwitmotief wordt zo genoemd, omdat het een proline-tyrosine-aminozuurparing heeft, waardoor het proteïne zich kan binden aan importine-β2 (ook bekend als transportine- of karyoferine-β2), dat vervolgens het proteïne de kern in transporteert. De struturele basis voor de binding van het PY-kernlokaliseringssignaal in het importine-β2 is gevonden en een inhibitor voor import is geconstrueerd.

## Mechanisme achter het importeren van proteïnen

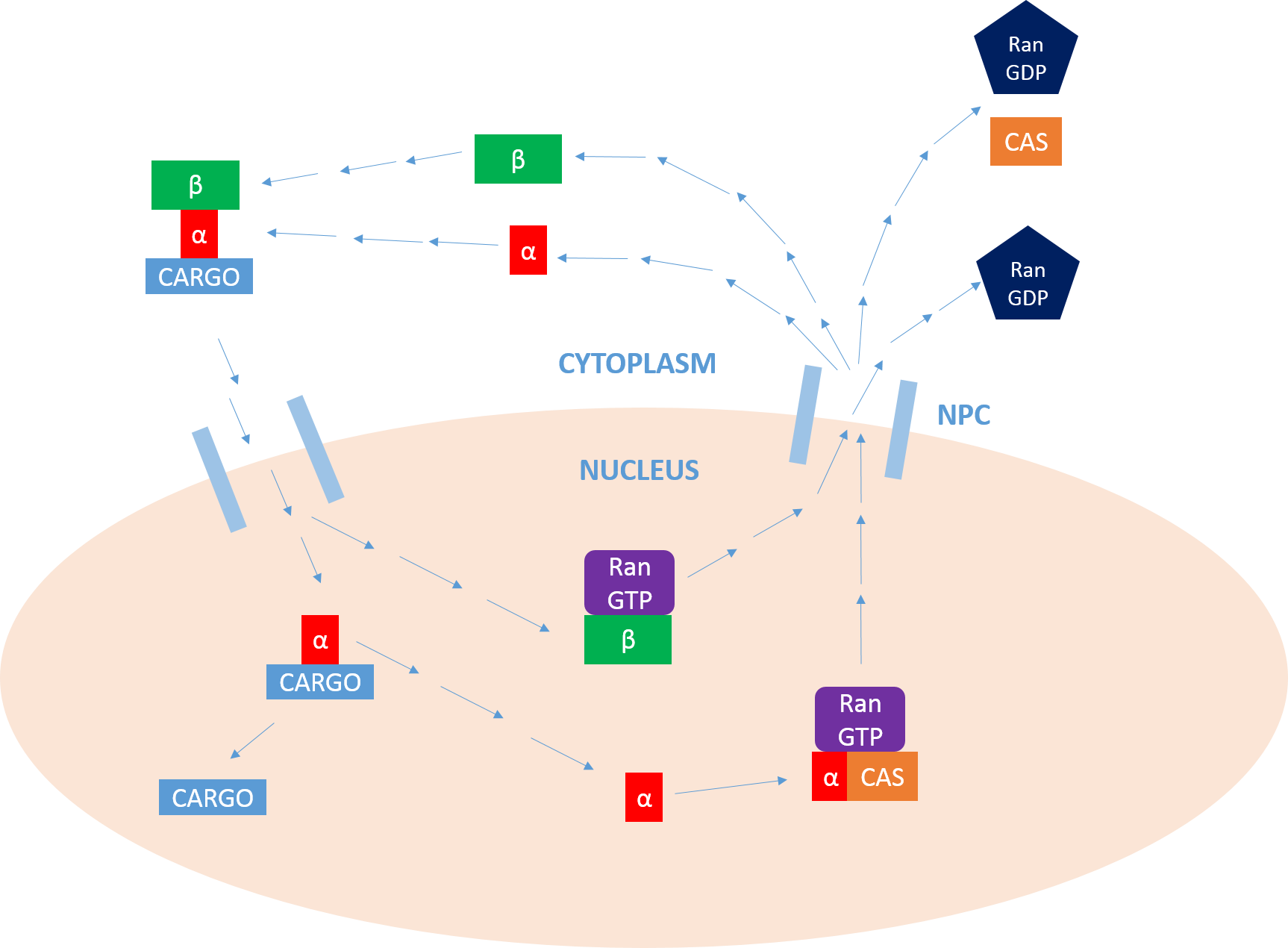
Importeringscyclus van eiwitten. Cargo = te importeren eiwit

Proteïnen komen de kern binnen via de kernenvelop. De kernenvelop bestaat uit twee concentrische membranen, de buiten- en de binnenmembraan. De buiten- en de binnenmembraan zijn op veel plaatsen met elkaar verbonden via kanalen (kernporiën) tussen het cytoplasma en het kernplasma. De kanalen worden gebruikt door de kernporiecomplexen (NPCs): complexe multiproteïne structuren die meewerken aan het transport door de kernmembraan.
Een proteïne getransleerd met een NLS zal zich sterk binden aan importine (een karyopherine), waarna het door de kernporie wordt getransporteerd. Op dit moment bindt Ran-GTP zich aan het importine-proteïne-complex, waardoor het importine de affiniteit met het proteïne verliest. Het proteïne komt vrij en het Ran-GTP/importine-complex zal de kern uitgaan door de kernporie. Een GTPase-activating protein (GAP) in het cytoplasma hydrolyseert het Ran-GTP in GDP, waardoor er een verandering optreedt in Ran en het zijn affiniteit met importine verliest. Importine komt vrij en Ran-GDP gaat terug naar de kern waar een Guanine nucleotide exchange factor (GEF) het GDP terugverandert in GTP.